# Дымовая завеса (группа)
«Дымовая завеса» — российская рэп-группа из Москвы, образованная Вадимом Мотылёвым (Slim) и Алексеем Гуковым (Lexus) в 1996 году. Была частью московского хип-хоп-объединения «Dремучие». Автором большей части текстов и музыки был Slim. Группа выпустила четыре альбома и прекратила своё существование в 2007 году. После её распада Slim стал участником рэп-группы Centr и сооснователем лейбла «ЦАО Records».

## История

### 1996—2006
Первый трек-сингл «Каменные джунгли» был записан в конце 1996 года на подпольной студии «Смысл жизни» и был издан на дебютном сборнике российского лейбла RAP Recordz — «Просто рэп». Трек не вошёл в первый альбом группы по причине несоответствия с общей концепцией материала. Вскоре «Дымовая завеса» получила приглашение стать участником популярного в то время хип-хоп-объединения «Дремучие». В том же году группа подписала контракт со звукозаписывающим лейблом Pavian Recordz и начала работу над первым альбомом. Но в то время у обоих участников были проблемы с наркотиками, что значительно повлияло на скорость записи альбомов.
В начале 1998 года лейбл Pavian Records развалился, и на некоторое время «Дымовая завеса» прекратила работу над альбомом, но вскоре группа возобновила работу, подписав контракт с RAP Recordz на студии «Стрит». Там Слимус и Лексус познакомились с Виктором «Мутантом» Шевцовым, звукорежиссёром «Дельфина». Благодаря этому знакомству на дебютном альбоме группы появился трек «Розовый рэгги», музыку к которому создал «Дельфин».
В октябре 2000 года вышел дебютный альбом группы «Без контрацепции…», который представлял собой смесь трип-хопа и экспериментального хип-хопа. Именно этот альбом привлёк внимание к творчеству группы: её заметили не только в Москве, но и в других городах. Её участники стали получать различные предложения на специализированные программы на радиостанциях и появляться в российских журналах «Молоток», «Cool. Хулиган», участвовали в модных хип-хоп-тусовках того времени.
За плечами группы в то время был уже огромный опыт концертных выступлений на всевозможных презентациях, фестивалях, сольных и сборных концертах. Прежде всего стоит отметить выступление «Дымовой завесы» на открытии фестиваля «Nescafe чистая энергия». Собравшиеся на этом мероприятии поклонники рэпкора довольно вяло воспринимали выступление групп, исполняющих рэп. После второй песни, исполненной «Дымовой завесой», начался слэм. Народ начал по-настоящему отрываться. Публика пыталась снести заграждения у сцены. Также яркое выступление прошло на Adidas Street Ball 2000. Группа участвовала и в благотворительной акции Protect our Culture, средства от которой пошли на лечение исполнителя «Михея».
19 февраля 2003 года вышел второй альбом «Дымовой завесы» — «Вы хотели правды?», который ознаменовал переход группы от экспериментальной музыки к классическому хип-хопу. Сразу же началась работа над следующим альбомом. Именно в это время Slim познакомился с Guf'ом (на тот момент Rolexx) и записал с ним трек «Свадьба», который вошёл в третий альбом «Взрывное устройство», вышедший 27 апреля 2004 года. В том же году у группы начался небольшой конфликт с Владом Валовым.
После выхода альбома её участники на некоторое время прекратили творчество в «Завесе»: Slim был занят новым хип-хоп-проектом Centr, а Lexus занялся семейной жизнью. Однако, 28 декабря 2006 года на Новый Год вышел альбом «Этажи». Такие треки как «Пончики», «Страница 80», «Этажи», «Рецепты кухни», «Правильно», «Соловьи» и «Из России с любовью» попали в несколько рэп-сборников.

### 2007—2009
В 2007 году участники группы полностью отошли от проекта «Дымовая завеса»: Slim занялся творчеством рэп-группы Centr, а Lexus полностью посвятил себя семье: сейчас он воспитывает двоих детей.
5 апреля 2009 года группа «Дымовая завеса» снова выступила совместно — в клубе «16 тонн»: помимо Слима и Лексуса, выступали «Стриж», «5 Плюх», «1000 Слов», «Птаха» и другие. Это был первый и единственный концерт спустя последние два года.
Также Лексус поучаствовал в концерте Слима, посвящённого презентации альбома «Холодно». Вместе они исполнили несколько песен «Дымовой завесы».
В 2011 году Slim посвятил группе трек «Дымовые замесы» и рассказал её подробную историю на альбоме «Отличай людей».

## Участники
- Slim (Вадим Мотылёв) — автор большей части текстов и музыки
- Lexus (Алексей Гуков) — автор музыки к треку «В системе» (2003)

В записи альбомов принимали участие
- Rolex-X — автор нескольких текстов и скитов к альбомам «Взрывное устройство» и «Этажи»
- «Птаха» — соавтор большинства совместных треков и скитов с альбомов «Взрывное устройство» и «Этажи»
- Зубрила a.k.a Стриж — автор нескольких скитов к альбомам «Вы хотели правды» и «Взрывное устройство»

## Дискография
| Студийные альбомы - 2000 — «Без контрацепции…» - 2003 — «Вы хотели правды?» - 2004 — «Взрывное устройство» - 2006 — «Этажи» Компиляции - 2007 — «Дымовая завеса: Лучшее 97—07» («ЦАО Records») - 2011 — «Дымовая завеса — Неизданное 1997—2007» Коллаборации - 1997 — «183 дня» (в составе хип-хоп-объединения «Dремучие») | Участие - 1997 — «Просто рэп» (альбом лейбла RAP Recordz) - 2004 — «Big Black Bootiq Box 1» (альбом группы Big Black Boots) - 2004 — «Кто здесь?» (альбом группы Рассвет) - 2007 — «Блёвбургер» (альбом группы Kunteynir) Неизданные треки - 1998 — «Неоновый дождь» - 1998 — «Милости просим» - 1998 — «Это твой дом» - 2003 — «Звезда в натуре» |

## Видеоклипы
- 2003 — «По ходу решаем»[11]
- 2003 — «Когда не хочется верить»
- 2012 — «Правильно» (совместно с 5 Плюх)<[12]